# Italie (métro de Rennes)
Pour les articles homonymes, voir Italie (homonymie).
Italie est une station de la ligne A du métro de Rennes, située dans le quartier Italie à Rennes dans le département français d'Ille-et-Vilaine en région Bretagne.
Mise en service en 2002, elle a été conçue par les cabinets d'architectes Atelier Bernard Kohn et Atelier du Canal.
C'est une station, équipée d'ascenseurs, qui est accessible aux personnes à mobilité réduite.

## Situation sur le réseau
Établie en souterrain (tranchée couverte) sous l'intersection de l'avenue d'Italie et de l'axe formé par les rues d'Espagne et de Suisse, la station Italie est située sur la ligne A, entre les stations Henri Fréville (en direction de Kennedy) et Triangle (en direction de La Poterie).

## Histoire
La station Italie est mise en service le 15 mars 2002, lors de l'ouverture à l'exploitation de la ligne A. Son nom a pour origine l'avenue d'Italie, située à proximité. 
La construction de la station débute en 1997, le gros œuvre est terminé à l'été 1999 ; le second œuvre (sols, plafonds, garde-corps, portes palières, etc.) débute dans la foulée et s'achève en février 2002 avec les aménagements de surface,.
Elle est réalisée par les architectes des ateliers Bernard Kohn et du Canal, qui ont dessiné une station sur deux niveaux, : une salle des billets au niveau -1, conçue comme un balcon et les quais au niveau -2. Elle est équipée pour permettre son accessibilité aux personnes à mobilité réduite (PMR).
Elle est la quinzième et dernière station la plus fréquentée de la ligne A avec un trafic journalier cumulé de près de 5957 montées et descentes en 2009.

## Service des voyageurs

### Accès et accueil
La station dispose de deux accès, répartis de part et d'autre de la rue de Suisse :
- Un escalier couplé à un ascenseur, côté nord, donnant accès à la salle des billets ;
- Un escalier couplé à un ascenseur et un escalier mécanique, côté sud, donnant lui aussi accès à la salle des billets.

Les ascenseurs desservent tous les niveaux de la station.
La station est équipée de distribteurs automatiques de titres de transport et de portillons d'accès couplés à la validation d'un titre de transport, opérationnels à partir du 1er décembre 2020 concomitamment au nouveau système billettique, afin de limiter la fraude. La décision de modification a été confirmée lors du conseil du 30 avril 2015 de Rennes Métropole.

Les accès de la station
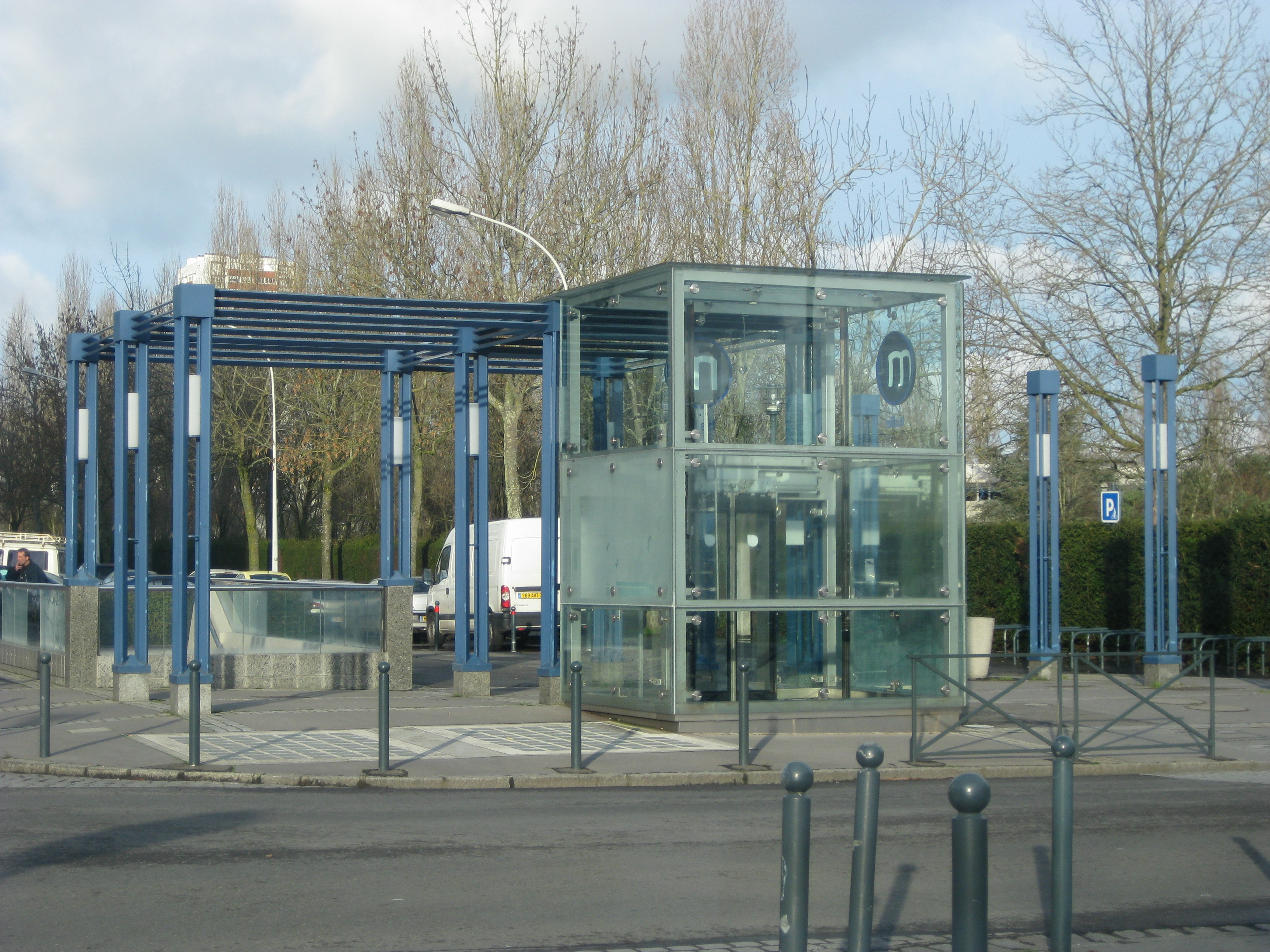
Autre vue de la station.
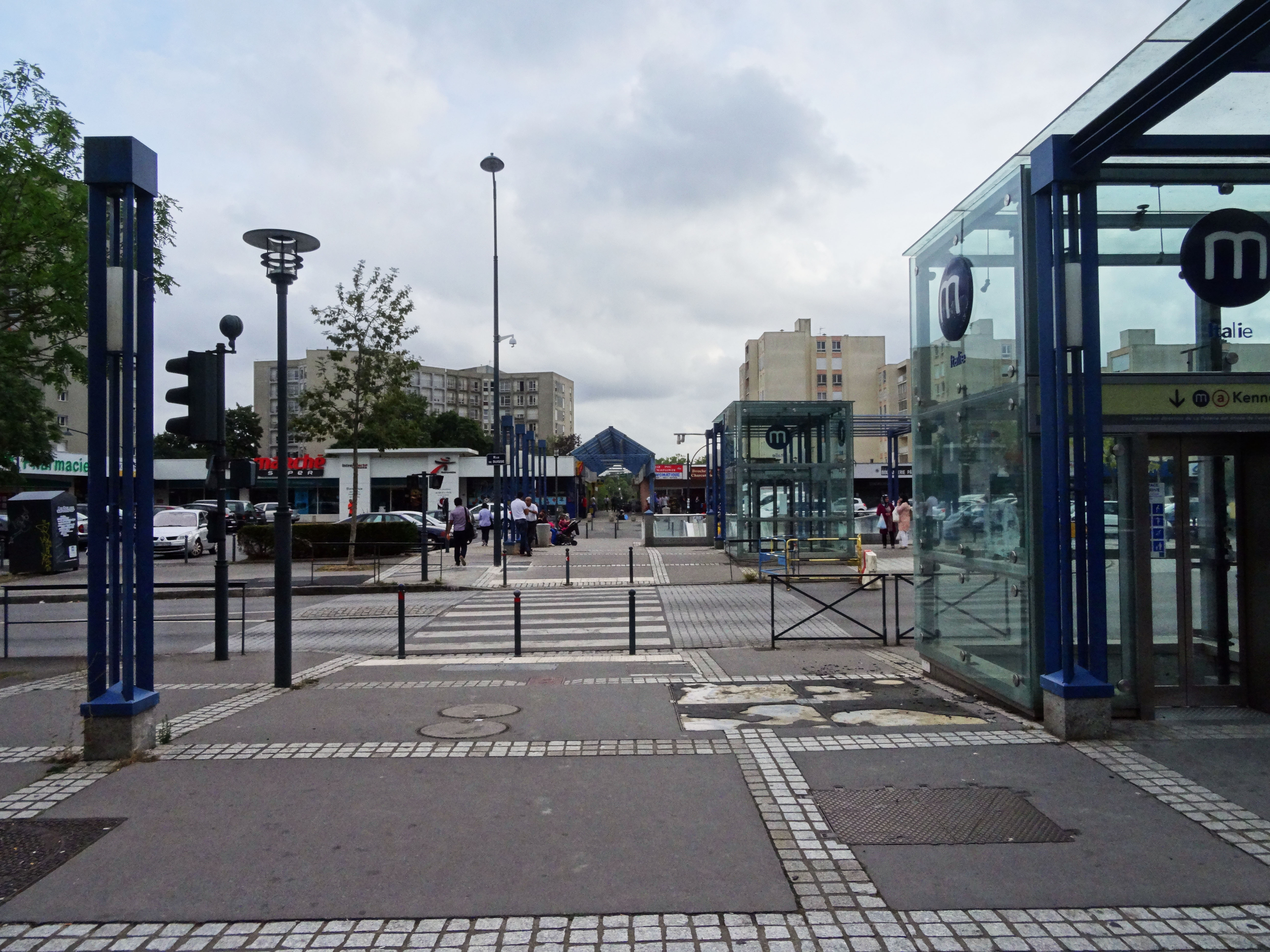
Les accès de la station dans leur environnement. Au fond, le centre commercial.

### Desserte
Italie est desservie par les rames qui circulent quotidiennement sur la ligne A, avec une première desserte à 5 h 20 (7 h 30 les dimanches et fêtes) et la dernière desserte à 0 h 40 (1 h plus tard les nuits des jeudis aux vendredis, vendredis aux samedis et des samedis aux dimanches).

### Intermodalité
Une station Citiz Rennes Métropole est également implantée à proximité.
Elle est desservie uniquement la nuit par la ligne de bus N2.

## À proximité
La station dessert notamment :
- le centre commercial Italie ;
- l'usine d'assemblage de STMicroelectronics ;
- le stade Roger-Salengro ;
- le centre culturel islamique.